# カンザス大学出版局
カンザス大学出版局（カンザスだいがくしゅっぱんきょく、University Press of Kansas）は、アメリカ合衆国カンザス州にある6つの州立大学（エンポリア州立大学、フォート・ヘイズ州立大学、カンザス州立大学、ピッツバーグ州立大学、カンザス大学、ウィチタ州立大学）が共同運営する大学出版局。カンザス州ローレンスに本部を置いている。

## 歴史
1946年設立。1967年と1976年に大規模な組織再編を実施。今日では参加大学からそれぞれ代表を出してのコンソーシアムとして運営されている。 出版局本部はカンザス大学キャンパスの西区画にある。
主に地元カンザス州に焦点を当てた書籍を扱い、またアメリカの政治史や軍事史に関する書籍も出版している。